# Lepidagathis paraensis
Lepidagathis paraensis är en akantusväxtart som beskrevs av Kameyama. Lepidagathis paraensis ingår i släktet Lepidagathis och familjen akantusväxter. Inga underarter finns listade i Catalogue of Life.